# Стивенсон, Чарльз Брюс
Чарльз Брюс Стивенсон (англ. Charles Bruce Stephenson; 9 февраля 1929, Литл-Рок — 3 декабря 2001) — американский астроном.

## Биография
Родился в Литл-Роке, штат Арканзас в 1929 году, был единственным ребёнком в семье. В юности сам сделал телескоп, за что получил научную премию, учреждённую компанией Bausch & Lomb. Учился в колледже Литл-Рока, затем перевёлся в Чикагский университет. Получив степень бакалавра математики в 1949 году, продолжил изучать астрономию в аспирантуре, получив степень магистра в 1951 году.
С 1951 по 1953 год работал научным сотрудником по астрономии в Дирборнской обсерватории. В 1952 году женился. В 1953 году поступил на воинскую службу в Картографический отдел, где прослужил до 1955 года, после чего вернулся к изучению астрономии в Калифорнийском университете в Беркли. В 1956 году, будучи докторантом, был удостоен премии имени Дороти Клумпке Робертс от Тихоокеанского астрономического общества. В 1957—1958 годах был научным сотрудником Ликской обсерватории. В 1958 году получил докторскую степень, защитив диссертацию по теме «Исследование визуальных бинаров с первичными звёздами выше главной последовательности».
В 1958 году переехал в Кливленд, штат Огайо, где получил работу в Кейсовском университете Западного резервного района, присоединившись к штату обсерватории Warner & Swasey. В 1964 году стал доцентом, а в 1968 году — профессором. За свою карьеру он опубликовал более 120 статей. Его «Общий каталог холодных галактических углеродных звезд» был опубликован в 1973 году, а «Общий каталог галактических S-звезд» — в 1976 году. В 1977 году сотрудничал с астрономом Николасом Сандулеком, вместе они опубликовали каталог звёзд с альфа-излучением водорода.
В 1990 году в результате проведённого глубоко инфракрасного обзора неба Стивенсоном было обнаружено молодое массивное рассеянное звёздное скопление, получившее название Стивенсон 2.